# Macrochelidae
Macrochelidae es una familia de arácnidos ácaros perteneciente al orden Mesostigmata. Contiene los siguientes géneros y especies:

## Géneros y especies
Aethosoma Krantz, 1962
- Aethosoma burchellestes Krantz, 1962

Ancistrocheles Krantz, 1962
- Ancistrocheles bregetovae Krantz, 1962

Andhrolaspis Türk, 1948
- Andhrolaspis trinitatis Türk, 1948

Bellatocheles van Driel & Loots, 1975
- Bellatocheles variatus van Driel & Loots, 1975

Calholaspis Berlese, 1918
- Calholaspis superbus Berlese, 1918
- Calholaspis taiwanicus Tseng, 1993

Cophrolaspis Berlese, 1918
- Cophrolaspis glabra (Müller, 1859)

Evholocelaeno Berlese, 1918
- Evholocelaeno bursiformis (Berlese, 1910)

Geholaspis Berlese, 1918
- Geholaspis aeneus Krauss, 1970
- Geholaspis alpina (Berlese, 1887)
- Geholaspis asper Valle, 1953
- Geholaspis berlesei Valle, 1953
- Geholaspis bianchii Valle & Mazzoleni, 1967
- Geholaspis comelicensis Lombardini, 1962
- Geholaspis foroliviensis Lombardini, 1943
- Geholaspis hortorum (Berlese, 1904)
- Geholaspis ilvana Valle & Mazzoleni, 1967
- Geholaspis lagrecai Valle, 1963
- Geholaspis longispinosa (Kramer, 1876)
- Geholaspis longula (Berlese, 1882)
- Geholaspis mandibularis (Berlese, 1904)
- Geholaspis pauperior (Berlese, 1918)

Glyptholaspis Filipponi & Pegazzano, 1960
- Glyptholaspis americana (Berlese, 1888)
- Glyptholaspis asperrima (Berlese, 1905)
- Glyptholaspis baichengensis Ma, 1997
- Glyptholaspis cariasoi de-Jesus & Rueda, 1990
- Glyptholaspis confusa (Foà, 1900)
- Glyptholaspis filipponii Roy, 1988
- Glyptholaspis fimicola (Sellnick, 1931)
- Glyptholaspis indica Roy, 1988
- Glyptholaspis orientalis Iavorschi, 1980
- Glyptholaspis pontina Filipponi & Pegazzano, 1960
- Glyptholaspis thorri van-Driel, Loots & Marais, 1977
- Glyptholaspis wuhouyongi Ma, 1997

Gonatothrix G. W. Krantz, 1988
- Gonatothrix carinata G. W. Krantz, 1988

Holocelaeno Berlese, 1910
- Holocelaeno mitis Berlese, 1910

Holostaspella Berlese, 1903
- Holostaspella ateucha Halliday, 1988
- Holostaspella bifoliata (Trägårdh, 1952)
- Holostaspella caelata Berlese, 1910
- Holostaspella congoensis (van Driel & Loots, 1975)
- Holostaspella crenulata Krantz, 1967
- Holostaspella exornata Filipponi & Pegazzano, 1967
- Holostaspella foai Berlese, 1910
- Holostaspella halawanyii Ibrahim, 1992
- Holostaspella krantzi Roy, 1988
- Holostaspella macula Karg, 1979
- Holostaspella moderata Berlese, 1920
- Holostaspella orientalis Roy, 1988
- Holostaspella scatophila Takaku, 1994
- Holostaspella sculpta Berlese, 1903
- Holostaspella similiornata Roy, 1988
- Holostaspella tropicalis Roy, 1991
- Holostaspella tuberilinea (Karg, 1994)

Lordocheles Krantz, 1961
- Lordocheles desaegeri Krantz, 1961

Macrocheles Latreille, 1829
- Macrocheles adenostictus Krantz & Whitaker, 1988
- Macrocheles aestivus Halliday, 1986
- Macrocheles agilis Halliday, 2000
- Macrocheles agnosticus Walter & Krantz, 1992
- Macrocheles amamiensis Takaku, 2000
- Macrocheles analis Hyatt & Emberson, 1988
- Macrocheles angustus Halliday, 2000
- Macrocheles arabaesc Takaku & Hartini, 2001
- Macrocheles areolatus Krantz & Whitaker, 1988
- Macrocheles assamensis Roy, 1996
- Macrocheles badernus Lizaso, Mendes & dos-Santos, 1992
- Macrocheles baliensis Takaku & Hartini, 2001
- Macrocheles banaticus Iavorschi, 1977
- Macrocheles bengalensis Roy, 1996
- Macrocheles berlesei Hennessey & Farrier, 1988
- Macrocheles biharicus Iavorschi, 1977
- Macrocheles bolivari Iavorschi, 1987
- Macrocheles bordoni Iavorschi, 1987
- Macrocheles borealis Halliday, 2000
- Macrocheles boudreauxi Krantz, 1965
- Macrocheles bruneti (Turk, 1948)
- Macrocheles bucephali Kumar-Roy, 1996
- Macrocheles capensis Walter & Krantz, 1986
- Macrocheles carinatus (C.L. Koch, 1839)
- Macrocheles citricariosus Nawar, Abou-Setta & Childers, 1992
- Macrocheles clavisetosa Ewing, 1909
- Macrocheles coenosus Takaku, 1996
- Macrocheles collocaliae Ma & Liu, 2003
- Macrocheles coprephorae Chinniah & Mohanasundaram, 1995
- Macrocheles craspedochetes Glida & Bertrand, 2003
- Macrocheles crenulatus Roy, 1996
- Macrocheles cubanicus Iavorschi, 1980
- Macrocheles deccanensis Roy, 1991
- Macrocheles decui Iavorschi, 1995
- Macrocheles denhamensis Halliday, 2000
- Macrocheles disneyi Fain & Greenwood, 1991
- Macrocheles dolichosternus Krantz & Whitaker, 1988
- Macrocheles elimatus Berlese, 1918
- Macrocheles erichsonii Roy, 1996
- Macrocheles eta Halliday, 2000
- Macrocheles eurygaster Krantz, 1981
- Macrocheles falsiglaber Glida & Bertrand, 2003
- Macrocheles faveolus Halliday, 1993
- Macrocheles feehani Halliday, 1990
- Macrocheles fenestella Karg, 1994
- Macrocheles forceps Halliday, 2000
- Macrocheles friggi Walter & Krantz, 1986
- Macrocheles fungicolus Halliday, 2000
- Macrocheles gamma Halliday, 2000
- Macrocheles glaber (J. Müller, 1860)
- Macrocheles grossipes Berlese, 1918
- Macrocheles guttatus Halliday, 2000
- Macrocheles halli Halliday, 2000
- Macrocheles hallidayi Walter & Krantz, 1986
- Macrocheles hamatus Oudemans, 1915
- Macrocheles helenaensis van-Driel, Loots & Marais, 1977
- Macrocheles himalayensis Roy, 1988
- Macrocheles hirsutissima (Berlese, 1910)
- Macrocheles holmi Halliday, 2000
- Macrocheles howdenorum Halliday, 2000
- Macrocheles inpae Krantz, 1983
- Macrocheles insignitus Berlese, 1918
- Macrocheles jiangsuensis Meng & Sun, 1990
- Macrocheles jocosus Lizaso, Mendes & dos-Santos, 1992
- Macrocheles kamengensis Roy, 1988
- Macrocheles kappa Halliday, 1990
- Macrocheles kraepelini (Berlese, 1905)
- Macrocheles krantzi Evans & Hyatt, 1963
- Macrocheles kurosai Takaku, 1997
- Macrocheles laciniatus Krantz, 1988
- Macrocheles lama Halliday, 2000
- Macrocheles lambda Halliday, 2000
- Macrocheles liguizhenae Ma-Liming, 1996
- Macrocheles limue Samsinak, 1962
- Macrocheles longipes (Berlese, 1910)
- Macrocheles lukoschusi Krantz, 1983
- Macrocheles lyallpurensis Halliday, 2000
- Macrocheles macroscatophilus Walter & Krantz, 1986
- Macrocheles maharashtraensis Roy, 1991
- Macrocheles mammifer Berlese, 1918
- Macrocheles margaretae Iavorschi, 1977
- Macrocheles margaritoideus Karg, 1994
- Macrocheles maseri Krantz & Whitaker, 1988
- Macrocheles matrius Hull, 1925
- Macrocheles merdarius (Berlese, 1889)
- Macrocheles mesochthonius Krantz & Whitaker, 1988
- Macrocheles minervae Cicolani, 1983
- Macrocheles monticola Takaku & Hartini, 2001
- Macrocheles montivagus (Berlese, 1887)
- Macrocheles muscaedomesticae (Scopoli, 1772)
- Macrocheles mycotrupetes Krantz & Mellott
- Macrocheles mykytowyczi Womersley, 1956
- Macrocheles nalani Walter & Krantz, 1986
- Macrocheles nemerdarius Krantz & Whitaker, 1988
- Macrocheles novaezelandiae Emberson, 1973
- Macrocheles novaodessensis Mendes & Lizaso, 1992
- Macrocheles oigru Walter & Krantz, 1986
- Macrocheles omicron Halliday, 2000
- Macrocheles onitisae Chinniah & Mohanasundaram, 1995
- Macrocheles ontariensis Norton, 1973
- Macrocheles opacus (C.L.Koch, 1839)
- Macrocheles ovoideus Ishikawa, 1980
- Macrocheles paganus Berlese, 1918
- Macrocheles palniensis Roy, 1991
- Macrocheles paralius Halliday, 1990
- Macrocheles peckorum Halliday, 2000
- Macrocheles penicilliger (Berlese, 1904)
- Macrocheles peniculatus Berlese, 1918
- Macrocheles peregrinus Krantz, 1981
- Macrocheles perglaber Filipponi & Pegazzano, 1962
- Macrocheles philemonae Chinniah & Mohanasundaram, 1995
- Macrocheles pisentii (Berlese, 1882)
- Macrocheles plateculus Ma-Liming & Wang-Shenron, 1998
- Macrocheles podophorae Chinniah & Mohanasundaram, 1995
- Macrocheles polypunctatus Krantz & Whitaker, 1988
- Macrocheles polystichus Krantz & Whitaker, 1988
- Macrocheles pori Iavorschi, 1995
- Macrocheles pumiliosternus Walter & Krantz, 1986
- Macrocheles punctatissimus Berlese, 1918
- Macrocheles punctosternalis Roy, 1996
- Macrocheles punctovariata Roy, 1994
- Macrocheles pustulae Karg, 1978
- Macrocheles quadrilineatus Roy, 1996
- Macrocheles reductus Petrova, 1966
- Macrocheles rimbija Halliday, 2000
- Macrocheles robustulus Berlese, 1904
- Macrocheles roquensis Mendes & Lizaso, 1992
- Macrocheles scarabae Chinniah & Mohanasundaram, 1995
- Macrocheles schaeferi Walter, 1988
- Macrocheles scutatus (Berlese, 1904)
- Macrocheles shennongjiaensis Ma & Liu, 2003
- Macrocheles siderolophus Halliday, 2000
- Macrocheles sikkimensis Roy, 1996
- Macrocheles similis Krantz & Filipponi, 1964
- Macrocheles sinicus Ye, Ma & Chen, 1994
- Macrocheles sisiri Roy, 1994
- Macrocheles situs Karg, 1978
- Macrocheles spatei Halliday, 2000
- Macrocheles spickai Krantz & Whitaker, 1988
- Macrocheles spiculatus Halliday, 2000
- Macrocheles spinipes (Say, 1821)
- Macrocheles subbadius (Berlese, 1904)
- Macrocheles subcoenosus Takaku, 1996
- Macrocheles sublaevis Banks, 1914
- Macrocheles submarginatus Foà, 1900
- Macrocheles subscutatus Walter & Krantz, 1992
- Macrocheles subterraneus Ishikawa, 1980
- Macrocheles superbus Hull, 1918
- Macrocheles tantalus Walter & Krantz, 1986
- Macrocheles tenuirostris Krantz & Filipponi, 1964
- Macrocheles terreus (G. Canestrini & Fanzago, 1876)
- Macrocheles tessellatus Halliday, 2000
- Macrocheles transmigrans Petrova & Taskaeva, 1964
- Macrocheles tridentinus (G. Canestrini & R. Canestrini, 1882)
- Macrocheles trinitatis (Turk, 1948)
- Macrocheles trogicolis Masan, 1994
- Macrocheles undoolya Halliday, 2000
- Macrocheles upsilon Halliday, 2000
- Macrocheles uroxys Krantz, 1983
- Macrocheles vernalis (Berlese, 1887)
- Macrocheles virgo Halliday, 1993
- Macrocheles waitei Halliday, 2000
- Macrocheles wallacei Halliday, 2000
- Macrocheles witcoskyanus Walter & Krantz, 1986
- Macrocheles zaheri Nawar, 1995
- Macrocheles zeta Halliday, 2000

Mesocheles N. M. Lizaso & M. C. Mendes, 1994
- Mesocheles lordosus N. M. Lizaso & M. C. Mendes, 1994

Neoholaspis Türk, 1948
- Neoholaspis coprophilus Türk, 1948

Neopodocinum Oudemans, 1902
- Neopodocinum caputmedusae (Berlese, 1908)
- Neopodocinum dehongense Li & Chang, 1979
- Neopodocinum galfyi Samsinak & Daniel, 1978
- Neopodocinum gigantum Gu & Li, 1987
- Neopodocinum halimunensis Hartini & Takaku, 2003
- Neopodocinum jaspersi Oudemans, 1902
- Neopodocinum magna Krantz, 1965
- Neopodocinum maius Berlese, 1911
- Neopodocinum petrovae Davydova, 1979
- Neopodocinum sinicum Li & Gu, 1987
- Neopodocinum spinirostris (Berlese, 1910)
- Neopodocinum subjaspersi Hartini & Takaku, 2003
- Neopodocinum vanderhammeni Krantz, 1965
- Neopodocinum wainsteini Arutunian, 1993
- Neopodocinum yunnanense Li & Gu, 1987

Nothrholaspis Berlese, 1918
- Nothrholaspis tridentatus (G.& R. Canestrini, 1882)

Proholaspina Berlese, 1918
- Proholaspina micrarhena (Berlese, 1916)

Synaphasis Krantz, 1961
- Synaphasis congoensis Krantz, 1961

Tigonholaspis Vitzthum, 1930
- Tigonholaspis saiti Vitzthum, 1930

Tricholaspis Evans, 1956
- Tricholaspis marginipilis Evans, 1956

Tricholocelaeno Berlese, 1918
- Tricholocelaeno longicoma (Berlese, 1910)

Trigonholaspis Vitzthum, 1930
- Trigonholaspis trigonarum (Vitzthum, 1930)

Venatiolaspis van Driel & Loots, 1975
- Venatiolaspis pilosus van Driel & Loots, 1975